# Enric de Prússia (1726-1802)
Enric de Prússia (Frederic Enric Lluís de Prússia, en alemany Friedrich Heinrich Ludwig Prinz von Preußen, 18 de gener de 1726 a Berlín—3 d'agost de 1802 a Rheinsberg) fou el tretzè fill del rei Frederic Guillem I de Prússia i de la seva muller, Sofia Dorotea de Hannover.

## Biografia
Com que el seu pare tenia una gran fermesa de caràcter, filla d'una educació severa i varonil. als setze anys va entrar a l'exèrcit amb grau de coronel, i en qualitat d'ajudant del rei va fer la campanya de Moràvia, prenent part a l'acció de Caslau el 1742, i a la segona guerra de Silèsia, assistint als de Hohenfriedeberg i Spor (1745).
En contraure matrimoni, el 1752, amb la princesa Guillermina de Hesse-Cassel, el rei li va donar el castell de Rheinsberg, una de les seves més riques possessions, i un palau de recent construcció a Berlín: però aviat van començar les discòrdies entre el príncep i el rei, motivades no només per l'excessiva delicadesa del primer, sinó també per discrepàncies polítiques, ja que Enric era francès de cor. En esclatar la guerra dels Set Anys, Enric es va encarregar sota la direcció del rei, d'una brigada, i el 1758 al capdavant del segon cos d'exèrcit, va cobrir amb 25.000 homes la frontera sud de Prússia, va penetrar a Bohèmia, va assolar els campaments dels austríacs causant sensibles pèrdues als exèrcits imperials.
Anomenat després a la Marca de Brandenburg, va mantenir, arran de les derrotes de Kai (23 de juliol) i Kunersdort (12 d'agost) i per mitjà de hàbils maniobres, en la inacció als exèrcits austríacs i rus, fins que el seu germà es va haver reposat de les pèrdues sofertes. El 1760, al capdavant de 35.000 homes, va donar molt que entendre els russos i va ocupar Breslau (avui Wroclaw), però des del 1761 es va veure obligat a estar a la defensiva. El 5 de gener de 1762 va morir Elisabet I de Rússia i el seu successor prussòfil, Pere III de Rússia, pel Tractat de Sant Petersburg va acabar immediatament amb l'ocupació russa de Prússia Oriental i Pomerània, va mediar la treva de Frederic amb Suècia i va posar un cos de les seves pròpies tropes sota el comandament de Frederic. Aleshores, Frederic va poder concentrar-se contra Àustria expulsant-los de gran part de Silèsia després de recuperar Schweidnitz, mentre que Enric va guanyar una victòria a Saxònia a la batalla de Freiberg. Des del principi de la guerra, descontent de la manera de portar la campanya que tenia el seu germà, se situà al capdavant d'una oposició que va anar prenent cos entre els oficials, fins a produir veritables fregaments entre ell i el rei, per la qual cosa el 1762 va demanar i va obtenir la llicència.

No li ho va perdonar el rei, i acabada la guerra, Frederic II, en elogiar els generals que hi havien pres part, va dir irònicament del seu germà, que era 
| « | "l'únic que no havia comès cap falta en tota la campanya." | » |

Després, va viure Enric a Rheisenberg dedicat exclusivament al cultiu de les arts i ciències, fins a 1770, en què els assumptes de Polònia el van cridar a Rússia. A la guerra de successió de Baviera (1778) va penetrar al capdavant de 90.000 homes a Saxònia, i després de la reunió amb el príncep saxó, va envair Bohèmia; però va haver de retirar-se per manca de mitjans de subsistencia.
El 1874 va tractar en va, a París, d'organitzar una aliança per oposar-se als ambiciosos plans d'Àustria: en temps de Frederic Guillem II va dirigir també la política exterior, influint en gairebé tots els actes d'ella, per exemple el tractat de Pau de Basilea del 5 d'abril de 1795.
Va morir a Rheinsberg, envoltat d'una petita cort i on havia aixecat estàtues a tots els herois de la Guerra dels Set Anys, als quals Federic havia pagat amb el desagraïment. Des de 1889 va portar el seu nom el regiment 35 de caçadors de Brandenburg.